# Regina Ghazaryan
Regina Tadevosi Ghazaryan (en arménien : Ռեգինա Թադևոսի Ղազարյան), née le 17 avril 1915 à Erevan, morte le 6 novembre 1999 à Erevan, est une artiste peintre et personnalité publique arménienne. Elle est également connue comme l'amie et bienfaitrice de Yeghishe Charents, et elle a sauvé de nombreux manuscrits de ce poète sous le régime soviétique de Joseph Staline.

## Biographie
Regina Ghazaryan est née à Erevan le 17 avril 1915. Son père est un rescapé du génocide arménien originaire de Van, et sa mère est originaire d'Erevan (Khorasanyans).
Elle rencontre le poète Yeghishe Charents en 1930. À quinze ans, Regina Ghazaryan, orpheline, devient presque la fille adoptive de Yeghishe Charents, qui la considère comme son amie intime, sa confidente et la compagne de sa longue solitude.
En 1937, depuis la cellule de sa prison, le poète Yeghishe Charents avait secrètement informé sa femme Izabella qu'elle ne devrait confier tous ses écrits qu'à une amie de la famille, l'artiste Regina Ghazaryan, qui les sauvera effectivement de la destruction. Après la mort de Yeghishe Charents, Regina Ghazaryan a caché et conservé un grand nombre de ses manuscrits (7000 lignes au total, dont Requiem to Komitas, The Nameless, Songs of Autumn et Navzike). Elle cache les manuscrits sauvegardés dans des bidons qu'elle dissimule dans son jardin. Plus tard, dans les années 1950, elle les donne au Musée Charents des Lettres et des Arts. En tant que pilote militaire, elle a participé à la Seconde Guerre mondiale. Elle a été élue à l'Institut des Beaux-Arts d'Erevan en 1951. 
Regina Ghazaryan est morte à Erevan le 6 novembre 1999.
En 2009, une plaque commémorative la célébrant a été inaugurée sur la maison du 33a de la rue Baghramyan, à Erevan, où Regina Ghazaryan a vécu et travaillé de 1961 à 1999.
Les peintures de Regina Ghazaryan sont exposées dans divers musées d'Arménie, dont la Galerie nationale d'Arménie. Elle était membre de l'Union des peintres d'Arménie. Ses Mémoires sont éditées par Yegishe Hovhannisyan.

## Récompenses
- Citoyen d'honneur d'Erevan (1995) [8]
- Peintre renommé d'Arménie (1985)

## Œuvres
- Charents (1966)
- Aghavnadzor (1965)
- Komitas (1969)
- Aspetakan (1975)
- Paruyr Sevak
- Khaghagh tiezerk [9]

## Expositions personnelles
- Erevan (1967, 1987, 1988)
- Gyumri (1967)
- Ejmiatsin (1967)

## Publications
- Regina Ghazaryan, Réminiscences sur Charents [Husher Charentsi masin], Garun. Erevan, # 1. 1987, p. 67–75.
- Regina Ghazaryan, Charentsyan Nshkharner, 1998.